# 科尼什鎮區 (明尼蘇達州艾特金縣)
科尼什鎮區（英語：Cornish Township）是位於美國明尼蘇達州艾特金縣的一個行政鎮區。

## 地方資料
科尼什鎮區的面積為92.90平方千米，當中陸地面積為89.00平方千米，而水域面積為3.90平方千米。根據2020年美國人口普查的數據，當地共有人口45人，而人口密度為每平方千米0.48人。